# 瓦爾里科 (佛羅里達州)
瓦爾里科（英語：Valrico）是位於美國佛羅里達州希爾斯波羅縣的一個人口普查指定地區。

## 地理
瓦爾里科的座標為27°56′27″N 82°14′33″W / 27.94083°N 82.24250°W，而該地最高點為海拔高度17米（即56英尺）。

## 人口
根據2010年美國人口普查的數據，瓦爾里科的面積為36.80平方千米，當中陸地面積為35.80平方千米，而水域面積為1.00平方千米。當地共有人口35545人，而人口密度為每平方千米965人。